# Варда (Светий Юрій-в-Словенських Горицях)
Варда (словен. Varda) — поселення в общині Светий Юрій-в-Словенських Горицях, Подравський регіон‎, Словенія.